# 低值易耗品

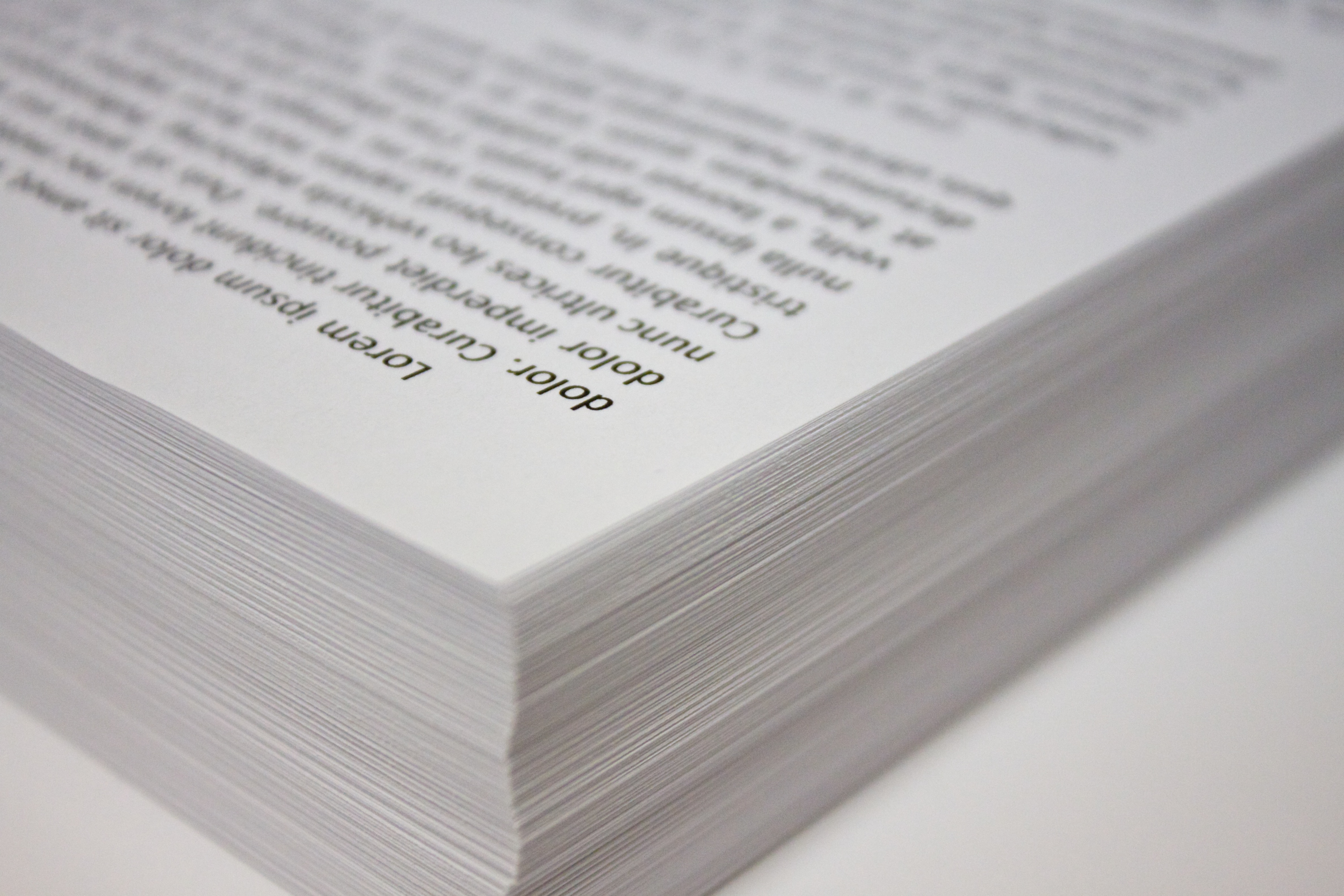
打印纸是办公室中常见的低值易耗品

低值易耗品是指无法作为固定资产进行核算的各种用具，以及在经营过程中反复周转使用的容器等。一般有如下特点：
- 单位价值较低
- 与固定资产比其使用期限较短
- 使用过程中基本保持其原有形态不变。